# Chahar
Chahar – dawna chińska prowincja, istniejąca w latach 1928–1952.
Po rewolucji Xinhai i proklamowaniu w Chinach republiki pozostałe pod władzą rządu w Pekinie tereny mongolskie (tzw. Mongolia Wewnętrzna) podzielono w 1914 roku na trzy specjalne regiony administracyjne: Rehe, Chahar i Suiyuan.
W 1928 roku Chahar podniesione zostało do rangi prowincji. Jej stolicą było Zhangjiakou. Liczba ludności prowincji wynosiła około 2 miliony, z czego Chińczycy Han stanowili jedynie niewielki odsetek.
W 1935 roku na mocy porozumienia He-Umezu Chahar znalazł się pod okupacją japońską, a w 1936 roku wszedł w skład nowo utworzonego marionetkowego państwa Mengjiang. W 1945 roku, po przegranej przez Japonię wojnie, prowincja powróciła w granice Chin.
W 1952 roku prowincja została zlikwidowana; większość jej terytorium włączono do regionu autonomicznego Mongolia Wewnętrzna, pozostałą część rozdzielono między prowincje Hebei i Shanxi.